# Opperste Sovjet van de Estse Socialistische Sovjetrepubliek
De Opperste Sovjet van de Estse Socialistische Sovjetrepubliek (Ests: Eesti NSV Ülemnõukogu) was de benaming van de opperste sovjet (wetgevende vergadering met bepaalde uitvoerende bevoegdheden) van genoemde sovjetrepubliek en bestond van 1940 tot 1990. In eerstgenoemd jaar werd de tot dan toe onafhankelijke republiek Estland door de Sovjet-Unie geannexeerd en kreeg het de naam Estse SSR met de Opperste Sovjet als vervanging voor de Riigikogu. In laatstgenoemd jaar werd de Opperste Sovjet vervangen door de Opperste Raad van Estland (die louter wetgevende bevoegdheden kende) en in 1992 werd vervangen door Riigikogu., Verkiezingen voor de Opperste Sovjet vonden om de vier, sinds 1978 om de vijf jaar plaats en het parlement kwam twee sessies per jaar bijeen. Voorafgaande aan de verkiezingen werden door kiescommissies lijsten samengesteld die voor het overgrote deel uit leden van de Estse Communistische Partij (EKP) bestonden; slechts enkele partijloze kandidaten werden op de kieslijsten geplaatst. Daarnaast was er een bepaald aantal zetels gereserveerd voor vertegenwoordigers van de Estland gelegerde Sovjetstrijdkrachten. De laatste verkiezingen voor de Opperste Sovjet vonden op 23 maart 1990 plaats. Zij werden gewonnen door hervormingsgezinde krachten die streefden naar een onafhankelijk Estland. 
Tussen de zittingen van de Opperste Sovjet in, nam het Presidium van de Opperste Sovjet het dagelijks bestuur waar. De voorzitter van het Presidium was het hoofd van de Estse SSR. Het Presidium kwam sinds 1988 niet meer bijeen in een formele zitting en werd in 1990 ontbonden. De bevoegdheden van de voorzitter van het Presidium werden overgeheveld naar de voorzitter van de Opperste Sovjet.

## Voorzitters (van het Presidium) van de Opperste Sovjet
| Afbeelding | Naam                    | Naam      | Ambtstermijn            |
| ---------- | ----------------------- | --------- | ----------------------- |
|            | Johannes Vares-Barbarus | 1890–1946 | 25.08.1940 – 29.11.1946 |
|            | Nigol Andresen          | 1899–1985 | 29.11.1946 – 05.03.1947 |
|            | Eduard Päll             | 1903–1989 | 05.03.1947 – 04.07.1950 |
|            | August Jakobson         | 1904–1963 | 04.07.1950 – 04.02.1958 |
|            | Johan Eichfeld          | 1893–1989 | 04.02.1958 – 12.10.1961 |
|            | Aleksei Müürisepp       | 1902–1970 | 12.10.1961 – 07.10.1970 |
|            | Aleksander Ansberg      | 1909–1975 | 07.10.1970 – 22.12.1970 |
|            | Artur Vader             | 1920–1978 | 22.12.1970 – 25.05.1978 |
|            | Meta Vannas             | 1924–2002 | 25.05.1978 – 26.07.1978 |
|            | Johannes Käbin          | 1905–1999 | 26.07.1978 – 08.04.1983 |
|            | Arnold Rüütel           | 1928–2024 | 08.04.1983 – 29.03.1990 |
| Bron: WSM  |                         |           |                         |